# Gouania acreana
Gouania acreana là một loài thực vật có hoa trong họ Táo. Loài này được Pilg. mô tả khoa học đầu tiên năm 1915.